# Janez Umek
Janez Umek, slovenski gradbeni inženir, strokovnjak za zavarovalništvo, gradbeništvo in promet, * 12. marec 1904, Blatna Brezovica, † 26. april 1974, Ljubljana.
Rodil se je na velikem posestvu v Blatni Brezovici pri Vrhniki. Bil je dvanajsti otrok dvakrat poročeni materi (prvič Kovač – sedem otrok in drugič poročeni Umek - še pet otrok). Čeprav je Janez Umek izhajal iz številčne družine in je bil kot otrok slaboten je uspel dokončati gimnazijo. Kasneje se ni želel ukloniti očetovi volji po študiju teologije, zato ga je ta razdedinil.
V odrasli dobi je bil navdušen planinec in smučar. V gorah je spoznal tudi svojo ženo Ljudmilo Grošelj iz Poljanske doline. Skupaj sta med prvimi zarezala smučine v sedaj znanem smučišču na Starem vrhu. V zakonu so se jima rodili trije otroci.
Zaradi sodelovanja z OF je bil leta 1941 aretiran in zadržan v Belgijski kasarni v Ljubljani. Kasneje je bil deportiran v tujino (taborišča: Gonars, Treviso, Padova).
V 69 letu je hudo zbolel, a je vse do svoje smrti 1974 še izdeloval gradbeno dokumentacijo.

### Študij
Po končani ljudski šoli (1914) je obiskoval Zavod svetega Stanislava v Šentvidu pri Ljubljani (1914–1922) kjer je opravil maturo iz grškega jezika. Študij je nadaljeval na gradbenem oddelku Tehniške fakultete v Ljubljani (1922-1928) skupaj s prijateljema Dr. Tomažem Furlanom (Golnik) in univerzitetnim prof. dr. Antonom Kuhljem.

## Zaposlitev
Po diplomi je delal pri Okrajnem zastopstvu v Mariboru (1928-29), služil vojsko (1929-31), nato pa je bil v Ljubljani: strokovni sodelavec tehničnega oddelka banske uprave (1931-32); Vzajemne zavarovalnice (1932-45, vmes 1942/43 v italijanskih taboriščih); direktor Zavarovalnega zavoda Slovenije (1945-49); vodja organizacijsko tehničnega oddelka Industrijskega biroja (1950-65); strokovni sodelavec Skupnosti cestnih podjetij SRS (1965-72) in nazadnje strokovni sodelavec Prometnega inštituta (1972-74).

### Zavarovalništvo
V zavarovalništvu so pomembne njegove obdelave vplačanih in izplačanih premij ter odškodnin na vseh področjih zavarovanj. V poletnih mesecih 1947–1948 je v Albaniji pri zavarovalnici Instituti shetetnor i sigurimave postavil temelje albanskega državnega zavarovalništva, ko je sestavil tiskane cenike z navodili za oceno nepremičnin (v ital.) ter objavil priročnik Tarifa e primeva per siguriment kundra zjarrit (Tirana, 1948), ki je rabil med drugim tudi pri ocenjevanju vojne škode. Za navedeno je dobil državno priznanje »Novator«.

### Gradbeništvo
V gradbeni stroki je vodil republiško komisijo za revizijo in potrjevanje idejnih in gradbenih projektov ter tako spremljal gradnjo in ugotavljal napake pri tehničnih prevzemih, kar je pripomoglo k izkušenosti mlajših gradbenikov, predvsem pa k lažjemu prehodu iz obrtniškega v industrijsko projektiranje in gradnjo. Sam je izračunal statiko za inštitut Jožefa Stefana, ki je uspešno kljuboval ujmi leta 1952, ko so bile poškodovane mnoge druge zgradbe. Poleg stanovanj, šol in industrijskih objektov so bili pod Umekovim vodstvom pregledani tudi projekti za več cest. Samostojno je izdelal variantni idejni načrt za izpeljavo cest okrog Ljubljane (1968). O prometu je Umek pri Prometnem inštitutu v Ljubljani napisal in objavil nekaj samostojnih del med drugim: Pripombe k študiji in dokumentaciji za ceste (1973); Razbremenitev vpadnic v Ljubljano (1969); Ceste in promet v gospodarstvu (1970); Cestni predor skozi Karavanke (1973).

## Zanimivosti:
- kot vesten inženir je prehodil in nadzoroval vse trase cest, ki jih je načrtoval. Med enim od pregledov izgradnje mostu preko Drave v Mariboru je po nesreči padel v ledeno mrzlo reko in so ga komaj rešili.
- v Ljubljani je za boljšo pretočnost predlagal poglobitev železniške trase in ne cest, a njegov predlog ni dobil podpore.
- pri izgradnji ceste Ljubljana-Koper pri Logatcu je predlagal izgradnjo tunela, ki bi traso znatno skrajšal in pocenil. Njegove pripombe niso upoštevali, je pa bil Umek že po izgradnji obstoječe ceste nagrajen za ta predlog, ki ga je zagovarjal tudi s t.i. »fotomontažo« izvedbe.